# Kanton Causse et Bouriane
 Causse et Bouriane is een kanton van het Franse departement Lot. Het kanton maakt deel uit van het arrondissement Cahors (16) en het arrondissement Gourdon (14) In 2021 telde het 9.955 inwoners.

Het kanton werd gevormd ingevolge het decreet van 13 februari 2014 , met uitwerking op 22 maart 2015, met Espère als hoofdplaats.

## Gemeenten
Het kanton omvatte 32 gemeenten bij zijn oprichting.
Op 1 januari 2016 werden de gemeenten Beaumat, Fontanes-du-Causse, Labastide-Murat, Saint-Sauveur-la-Vallée en Vaillac samengevoegd tot de fusiegemeente (commune nouvelle) Cœur de Causse, die bij decreet van 5 maart 2020 in haar geheel werd opgenomen in het kanton Causse et Vallées.
Sindsdien omvat het kanton volgende 30 gemeenten :
- Boissières
- Calamane
- Catus
- Concorès
- Crayssac
- Espère
- Francoulès
- Frayssinet
- Gigouzac
- Ginouillac
- Labastide-du-Vert
- Lamothe-Cassel
- Maxou
- Mechmont
- Montamel
- Montfaucon
- Montgesty
- Nuzéjouls
- Peyrilles
- Pontcirq
- Saint-Chamarand
- Saint-Denis-Catus
- Saint-Germain-du-Bel-Air
- Saint-Médard
- Saint-Pierre-Lafeuille
- Séniergues
- Soucirac
- Thédirac
- Ussel
- Uzech